# Отдел морского опытного самолётостроения при заводе «Красный лётчик»
Отде́л морско́го о́пытного самолётостроения (1924—1928) — советское авиационное опытное конструкторское бюро в структуре ЦКБ Авиатреста, созданное в 1924 году авиаконструктором Дмитрием Павловичем Григоровичем в Ленинграде при Государственном авиационном заводе № 3 (ГАЗ № 3) «Красный лётчик» для проектирования и опытного производства гидроавиационной техники.

## Предыстория. Как возникло объединение «Красный лётчик»
Недолгая история Отдела морского опытного самолётостроения (ОМОС) неразрывно связана с деятельность завода «Красный лётчик». Хотя в Ленинграде конструкторское бюро Д. П. Григоровича просуществовало чуть более трёх лет, во многом благодаря его деятельности в тяжёлые годы становления промышленности в СССР «Красному лётчику» удалось сохраниться и успешно преодолеть период экономической стагнации.
С началом стихийной национализации в промышленности, последовавшей вскоре после Октябрьской революции, производство самолётов в молодом Советском государстве практически прекратилось. В этих условиях власти стали искать пути к решению возникшей проблемы. Для восстановления управляемости в промышленности 28 июня 1918 года СНК принял Декрет о национализации предприятий. 31 декабря 1918 года при ВСНХ РСФСР было образовано Главное управление авиационных заводов (Главкоавиа), переданное 22 декабря 1919 года Совету военной промышленности при Чрезвычайном уполномоченном Совете Рабоче-Крестьянской обороны по снабжению Красной Армии и флота.
Среди предприятий Главкоавиа третьим номером числился Петроградский Государственный авиационный завод № 3 (ГАЗ № 3), который с 1922 года стал называться Ленинградским авиазаводом «ГАЗ № 3 „Красный лётчик“». На самом деле «Красный лётчик» объединил тройку первых авиационных заводов Императорской России:
- Завод Первого Российского Товарищества Воздухоплавания — ПРТВ «С. С. Щетинин и Ко» (он же завод летательных аппаратов «Гамаюн»);
- Авиационное отделение АО Русско-Балтийского вагонного завода, переименованное в мае 1915 года в Русско-Балтийский воздухоплавательный завод (часто его сокращенно называли «Авиа-Балт»);
- Завод АО воздухоплавания «В. А. Лебедев».

### ПРТВ «С. С. Щетинин и Ко» или завод «Гамаюн»
Успехи авиации во Франции на самолётах конструкции Фармана, и Блерио увлекли энтузиастов из России. Среди тех, кто в 1909 году отправился в Париж учиться летать, оказался молодой спортсмен, любитель моторных лодок Сергей Сергеевич Щетинин. Узнав, что Всероссийский Аэроклуб решил приобретать самолёты за границей, он загорелся желанием организовать производство летательных аппаратов в России заводским путем.
Быстро найдя себе компаньона с деньгами в лице московского купца Михаила Андреевича Щербакова, Щетинин организовал «Первое Российское Товарищество Воздухоплавания» и в начале 1910 года приступил к оборудованию первого в России и первого в Европе серийного самолётостроительного завода.
Завод разместился на территории площадью в 4 тыс. м² в доме 3/73 на углу Корпусной и Большой Гребецкой улиц Петербургской стороны. С самого начала были организованы столярный, механический, крыльевой, сборочный, обойный, малярный цеха и кузница. Было приобретено и смонтировано: четыре деревообделочных, два токарных и два фрезерных станка, которые приводились в движение паровой машиной мощностью в 60 лошадиных сил. На производстве было занято около 100 рабочих.
Завод принимал заказы на самолёты типов «Россия А» и «Россия Б». Крое того, до апреля 1914 года по заказу военного ведомства «Гамаюн» изготовил 57 французских монопланов «Ньюпор-IV» и 36 бипланов типа «Фарман».
По отзывам лётчиков эти самолёты своими качествами даже превосходили французские. Они отличались тщательностью изготовления деталей, безупречной отделкой, относительно низкой массой машин. Ключевым событием в деятельности «Гамаюн» стало появление здесь в 1912 году приехавшего из Киева Дмитрия Павловича Григоровича. С. С. Щетинин назначил его техническим директором, а по сути дела главным конструктором завода.
В 1913 году сотрудник конструкторского отдела А. Н. Седельников убедил Дмитрия Павловича бесплатно отремонтировать французский гидроплан «Доннэ-Левек», разбитый лётчиком Д. Н. Александровым (по другим данным этим лётчиком был П. Э. фон Липгарт), но при этом сделать чертежи всех деталей. В процессе восстановления в конструкцию были внесены изменения. С этого момента Д. П. Григорович полностью переключился на создание гидросамолётов, а его машины постепенно заняли ведущие позиции в мире, что особенно стало зримо в годы Первой Мировой войны. Естественно, что завод С. С. Щетинина стал лидером в производстве гидросамолётов в России.
К 1917 году завод «Гамаюн» существенно нарастил свою мощность. В районе Комендантского аэродрома были построены новые цеха, куда успели перенести большую часть производства и почти весь станочный парк.

### АО «Русско-Балтийский воздухоплавательный завод» («Авиа-Балт»)
В июне 1910 года в Риге при Русско-Балтийском вагонном заводе (РБВЗ) были открыты автомобильный и авиационный отделы. Производство самолётов наладить так и не удалось, и в 1912 году было принято решение об организации авиационного филиала завода в Петербурге. Возглавить конструкторский отдел филиала по решению председателя Совета директоров Акционерного общества РБВЗ М. В. Шидловского был приглашён Игорь Иванович Сикорский.
Примечательно расположение авиационного отдела РБВЗ в Петербурге. С середины XVIII века территория в излучине Черной речки, начиная от места её впадения в Большую Невку, и простиравшаяся вдоль неё на целый километр по направлению к Финскому заливу, была занята загородным поместьем графов Строгановых. В центральной его части располагалась окружённая парком великолепная дача — творение А. Н. Воронихина. Вскоре вся эта набережная на правом берегу реки от Головинского моста через Чёрную речку стала называться Строгановской.
Столетие спустя район дач на правом берегу Большой Невки стал превращаться в промышленную зону. Пришла в упадок и усадьба Строгановых. К концу XIX века многие постройки были уничтожены, а в начале XX века была снесена и сама дача. 4 октября 1878 года градоначальник Санкт-Петербурга выдал купцу первой гильдии Михаилу Павловичу Фридланду «Особое разрешение на производство работ в кузнице», расположенной в восточной части бывшего имения Строгановых в устье Чёрной речки (Строгановская наб., д. 1). Именно эта кузница стала в 1912 году авиационным филиалом РБВЗ.
Уже в 1912 году были построен первые самолёты, в числе которых бипланы И. И. Сикорского С-6Б и С-10, моноплан С-12, гидросамолёты С-5а и С-10 «Гидро». С 1913 года начался выпуск первых в мире многомоторных самолётов И. И. Сикорского «Русский витязь», а годом позже «Илья Муромец». В годы Первой мировой войны хорошо показал себя истребитель И. И. Сикорского С-16. В мае 1915 года авиационное отделение АО РБВЗ получило самостоятельность и было переименовано в Русско-Балтийский воздухоплавательный завод с сохранением аббревиатуры РБВЗ. Директором завода был назначен Владимир Викторович Слюсаренко, а одним из конструкторов был принят Н. Н. Поликарпов.

### АО воздухоплавания «В. А. Лебедев»
В апреле 1914 года, третий российский дипломированный пилот-авиатор Владимир Александрович Лебедев получил разрешение на строительство нескольких производственных помещений рядом с Комендантским аэродромом. Так возник авиационный завод «В. А. Лебедев», который стал выпускать самолёты, чаще всего аналоги зарубежных моделей.
Перед организацией своего производства В. А. Лебедев прошёл долгий путь. Выпускник юридического факультета Императорского Петербургского университета, он в 1909 году уехал во Францию, где окончил лётную школу Анри Фармана. После этого был инструктором в Петербургском авиаклубе. В 1910 году он стал одним из организаторов Петербургского товарищества авиации (ПТА), после чего вместе с С. А. Ульяниным и купцом Вильгельмом Августовичем Ломачом организовал Петербургское товарищество авиации «В. А. Ломач и К°» («Воздухоплавание»).
При поддержке А. Фармана В. А. Лебедев и С. А. Ульянин построили самолёт ПТА типа «Фарман-4», который показал неплохие лётные качества. Вслед за этим в Петербурге В. А. Лебедев наладил выпуск лицензионных авиавинтов, что оказалось весьма выгодным делом. Наконец, увеличив свой капитал, он открыл авиапредприятие у Коломяжского аэродрома на месте товарищества «В. А. Ломач и К°».
Сначала В. А. Лебедев специализировался на выпуске преимущественно французских моделей самолётов, таких, как моноплан «Депердюссен», биплана «Вуазен», позже переключился на трофейный немецкий самолёт «Альбатрос». Перестроенный под двигатель «Сальмсон», он выпускался под названием «Лебедь XII»

## Завод «ГАЗ № 3 „Красный лётчик“» перед организацией ОМОС
После объединения трех петроградских заводов в единый «Государственный авиационный завод № 3» Главкоавиа утвердил правление в составе председателя — А. Л. Фреймана, управляющего — инженера Е. И. Сивальнева и мастера завода «Гамаюн» — Миронова. Заводу было спущено задание, которое в основном заключалось в выпуске ранее освоенных самолётов.
С самого начала возникли большие трудности. Согласно проектам, в большинстве случаев самолёты должны были обеспечиваться импортным вооружением и другим оснащением. Их строительство предусматривало использование привозных материалов, включая некоторые твёрдые породы дерева. В условиях Гражданской войны поступление комплектующих прекратилось, а запасы, которые оставались на заводах, были весьма скудными. По этой причине внутри страны следовало организовать импортозамещающее производство многих комплектующих. С этой целью были задействованы заводы-смежники, на что требовалось дополнительное время. Производство самолётов, тем временем, резко сократилось.
В 1920 году добавились новые проблемы. На Корпусной улице сгорел бывший завод «Гамаюн». Остался лишь его небольшой филиал — несколько цехов у Комендантского аэродрома. К счастью, сохранился почти весь станочный парк производства, перемещённый в филиал незадолго до пожара.
19 июля 1922 г. на «Красном лётчике» работала комиссия, назначенная Советом военной промышленности республики. Директором завода был назначен Н. А. Афанасьев, Е. И. Сивальнев стал техническим директором, а В. И. Зверев — начальником технического отдела. Должности начальников цехов заняли: Д. Н. Рухлов, И. И. Тирон, Вильяк и др. Лабораторией стал руководить К. К. Эргант, начальником аэродрома пришёл О. Ф. Каплюр.
За организационными переменами последовали изменения в заводском плане. Было принято решение о постройке сначала восьми, а с августа пятидесяти шести летающих лодок Д. П. Григоровича М-9бис. Строительство самолёта было рассчитано на использование имевшегося запаса лодок для М-9. Их числом и определялся объём серии, который пришлось сократилось до сорока. Опытный образец гидроплана получил название М-24. Испытывал его герой Гражданской войны, лётчик Борис Чухновский.
Вскоре после этого, судьба завода оказалась под вопросом. Из-за недостатка средств, по решению правительства республики с 1 октября 1923 года завод «Красный лётчик» собирались закрыть. Положение спасло Общества друзей воздушного флота (ОДВФ), которое предложило использовать свои средства для продолжения строительства серии М-24. Угроза закрытия завода временно была снята.
Новая беда случилась в 1924 году. 23 сентября наводнение, которое оказалось вторым по величине в истории города, полностью уничтожило гидросамолёты, включая несколько опытных образцов. Все они находились в ангарах Крестовского аэродрома. В цехах же у Чёрной речки серьёзно пострадали готовые конструкции, заготовки и запасы древесины. Чтобы оживить производство, заметно снизившееся после наводнения, Н. А. Афанасьев с Е. И. Сивальневым и предложили Д. П. Григоровичу организовать при «Красном лётчике» опытное конструкторское бюро.

## Короткая жизнь Отдела морского опытного самолётостроения
Прославившись своими летающими лодками в годы Первой мировой войны, Д. П. Григорович перед Октябрьской революцией успел организовать свой собственный авиационный завод у Комендантского аэродрома. Просуществовал он всего несколько недель и был национализирован в начале 1918 года. После этого Д. П. Григорович с неизвестной миссией был послан большевиками в Севастополь, но пока был в пути, Советская власть в Крыму прекратила своё существование. Как следует из материалов заведённого спустя 10 лет следственного дела по обвинению Дмитрия Павловича во вредительстве, в Севастополе при белых в военных действиях он участия не принимал, к авиации отношения не имел, а плавал на собственном боте по иностранным черноморским портам и в Грецию, занимаясь коммерческой деятельностью, а попросту — контрабандой.
С восстановлением в Крыму Советской власти в ноябре 1920 года, Д. П. Григорович приехал в Москву где вскоре возглавил конструкторскую часть Главкоавиа. Почти одновременно он принял на себя руководство конструкторским отдел завода «Красный лётчик» в Петрограде, где П. Д. Самсонов, К. А. Виганд и Н. Г. Михельсон на основе его гидросамолёта М-9 создавали модификацию М-9бис, позже получившую название М-24.
14 мая 1923 года, конструкторский отдел при Главкоавиа почти в полном составе был переведён на московский авиазавод ГАЗ № 1 «Дукс», куда Дмитрий Павлович был назначен техническим директором. Прежде всего отделу надо было завершить работы, начатые группой Н. Н. Поликарпова по созданию разведчика Р-1. Одновременно было получено задание на проектирование двух истребителей И-1 и И-2. Все эти самолёты были сухопутными, что тяготило Дмитрия Павловича.
Обычно причиной переезда Д. П. Григоровича в Ленинград и организации им ОМОС называют его конфликт с директором завода ГАЗ № 1 «Дукс» И. М. Немцовым. Истинная причина заключалась в том, что в руководстве ЦКБ Авиатреста сложилось понимание целесообразности создания специализированного гидроавиационного конструкторского отдела. Это совпало с искренним желанием Д. П. Григоровича и части его коллектива вернуться к проектированию летающих лодок. К тому же реальной оказалась угроза потери завода «Красный лётчик», который к тому времени имел самый богатый в СССР опыт производства морских самолётов.
В конце 1924 года Д. П. Григорович перебрался в Ленинград. Вместе с ним из Москвы отправилась и часть сотрудников конструкторского отдела «Дукса». Прежде всего это А. Н. Седельников, начинавший с Дмитрием Павловичем ещё на «Гамаюне» и традиционно занимавший должность его заместителя, а также бывший морской лётчик В. Л. Корвин-Кербер, который начиная с «Дукса» руководил опытным производством самолётов. В Ленинграде в состав ОМОС вошёл практически весь конструкторский отдел завода «Красный лётчик». Среди них: К. А. Виганд и А. Л. Гиммельфарб и З. И. Журбина, занимавшиеся в ОМОС аэродинамическими расчётами и расчётами прочности; П. Д. Самсонов, ведавший конструкцией самолётов и Н. Г. Михельсон — сотрудник Д. П. Григоровича начиная ещё с 1910 года и всегда возглавлявший чертёжное бюро. Через год, в начале 1926 года в помощь к П. Д. Самсонову был принят молодой специалист, вчерашний выпускник института инженеров путей сообщения В. Б. Шавров.
Разместился отдел на территории бывшего АО РБВЗ «Авиа-Балт» в устье Чёрной речки. Отделу были выделены помещения в деревянном двухэтажном здании заводоуправления — так называемой «детской даче», сохранившейся ещё со времён Строганова. Главными трудностями первых месяцев существования ОМОС, как и всего завода «Красный лётчик», стало преодоление последствий разрушительного наводнения 1924 года.

### Проекты ОМОС
СУВП. По иронии судьбы первым заданием для ОМОС стал проект сухопутного самолёта. По заказу недавно организованного акционерного общества воздушных сообщений Украины «Укрвоздухпуть» (УВП) всего за 90 дней был спроектирован и построен самолёт, который так и назвали — СУВП.
Сваренные из стальных труб фюзеляж и подкосы крыла, деревянные крыло и оперение, обтяжка из полотна — так выглядел первенец пассажирского воздушного флота. Самолёт строился без продувки модели и без статических испытаний. Лишь прочность крыла проверялась нагрузкой в шесть человек. Самолёт прошёл летные испытания и 12 октября 1925 года совершил перелёт из Ленинграда в Москву. На следующий день об этом восторженно писала газета «Правда». Несколько лет «лайнер», рассчитанный всего на трех пассажиров, успешно эксплуатировался на воздушных линиях Украины, чем доказал свою надёжность. Тем не менее по финансовым соображением от постройки серии пришлось отказаться.
МРЛ-1. В начале лета 1925 года была закончена постройка лодки МРЛ-1 с мотором «Либерти» в 400 л. с., проектирование которой началось ещё в Москве. Проблемы доставил мотор «Либерти», поскольку на заводе впервые имели дело с двигателем такой мощности. После доводки на Крестовском аэродроме, лётчик А. Д. Мельницкий провёл испытания машины. На воде лодка была очень устойчивой, но разбег оказался долгим. Вскоре окончательно стало ясно, что самолёт неудачный.
И-2 и И-2бис. Кроме МРЛ-1, из Москвы прибыл ещё один «долг». Истребитель И-2 пока так и не удалось довести до серийного выпуска. В Москве лётчики выдвигали подчас противоположные требования к истребителю. В мае 1925 года В. Л. Корвин-Кербер доставил самолёт в Ленинград. Здесь лётчики А. Д. Мельницкий и Л. И. Гикса продолжили испытания. Поскольку на заводах ГАЗ № 1 и «Красный лётчик» уже был начат серийный выпуск, все недостатки устранить не удалось. Вместо этого был спроектирован модифицированный истребитель И-2бис. Но и здесь возникли сложности, поскольку требование упростить и удешевить самолёт входило в противоречие с необходимостью обеспечить его высокие летно-боевые качества. В целом И-2 и И-2бис оказался не самым удачным самолётом Д. П. Григоровича, но истребители выпускались серийно и стояли на вооружении в ВВС.
МР-2. Вскоре после сдачи пассажирского СУВП сотрудники ОМОС начали работу над проектом морского разведчика МРЛ-2 (МР-2). Самолёт был закончен к осени 1926 года. Его испытания вполне успешно начал морской летчик А. Д. Мельницкий. Уже в первый полёт 22 сентября он отправился с двумя пассажирами на борту — Д. П. Григоровичем и В. Л. Корвин-Кербером. После серии испытаний, самолёт по заключению А. Д. Мельницкого был готов к государственным испытаниям. Неожиданно в составе прибывшей из Москвы государственной комиссии НИИ УВВС оказался лётчик Ф. С. Расстегаев. В протоколе сохранилась следующая запись:
Корвин-Кербер сразу же предупредил Григоровича:
– Нам прислали лётчика, который никогда не летал на морских самолётах!
– Как же так? Я переговорю с председателем!...
Убедить председателя комиссии заменить лётчика Дмитрию Павловичу не удалось. Отказано было и в том, чтобы посадить в кабину второго пилота — А. Д. Мельницкого.
Испытания проводились 19 октября 1926 года около Гутуевского острова. Выйдя на редан, лодка стала раскачиваться, но, наконец, с трудом оторвалась и стала набирать высоту. Пробыв некоторое время в воздухе, самолёт, сильно раскачиваясь, стал снижаться. Было видно, что лётчик слишком резко работает рычагами. Вдруг лодка перевернулась днищем вверх и рухнула в воду у самого берега. Когда добрались к месту катастрофы, увидели разбитый самолёт, с висящим на ремнях лётчиком. Через три часа Ф. С. Расстегаев скончался. Весьма перспективный проект был сразу закрыт.
МУР-2. В этот же период было получено задание модернизировать легендарную летающую лодку Григоровича М-5 под учебный самолёт с использованием двигателя «Рон». Самолёт получил название МУР-1, но оказалось, что в качестве учебного он непригоден. С несколько переделанной лодкой, под названием МУР-2 он использовался в экспериментальных целях в Севастополе. Самолёт оказался полезен тем, что на нем, в результате проведенных ЦАГИ исследований, удалось создать нормы прочности для летающих лодок.
РОМ-1. Летом того же 1925 года ОМОС получил главное свое задание — построить дальний морской разведчик, получивший название РОМ-1 (разведчик открытого моря). Задание было сформулировано очень жестко и не вполне профессионально. Чрезмерно высокая дальность и продолжительность полёта должна была обеспечиваться двумя относительно слабыми (по 450 л. с.) двигателями «Лоррен-Дитрих». Впервые конструкторы Д. П. Григоровича должны были спроектировать цельнометаллическую лодку и деревянное верхнее крыло. Предварительные расчёты показали, что заданная дальность полёта требовала значительного запаса горючего, что неизбежно приводило к существенному увеличению грузоподъемности, а значит и массы РОМ-1, которая могла составить не менее шести тонн.
Начинать пришлось с организации на одном из заводов выпуска кольчугалюминиевых (так по имени Кольчугинского металлургического завода назывался дюралюминий) листов, труб и заклепок. Работа над проектом и постройкой опытного образца продолжалась больше года. В начале 1927 года были проведены статические испытания, по результатам которых пришлось выполнить некоторые переделки, более чем на 10 процентов увеличившие и так предельный вес самолёта.
Летом 1927 года Л. И. Гикса начал испытания РОМ-1. Сразу возникли проблемы. Почти после каждого полёта приходилось вносить изменения в проект и заниматься переделками разной сложности. На фоне проблем с другими проектами Д. П. Григорович отчетливо понимал, что РОМ-1 обязательно должен быть успешно завершён. С наступлением осени он принял решение продолжить испытания на Чёрном море. Вместе с летчиком Л. И. Гиксой в Севастополь отправилась бригада во главе с В. Л. Корвин-Кербером. Испытания были продолжены, вносилась масса конструктивных изменений, но оптимального эффекта получить не удавалось. В начале 1928 года испытания продолжил лётчик С. Т. Рыбальчук. До конца марта РОМ-1 выполнил более сорока полётов, однако стало ясно, что заявленным требованиям разведчик никогда удовлетворять не будет.
РОМ-2. Опасаясь, что РОМ-1 не удастся сделать таким, как это требует задание, уже в 1926 году в ОМОС инициативно был начат проект РОМ-2 под два двигателя БМВ-IV мощностью до 680 л. с. Самолёт получился лучше своего собрата, но испытывался уже после упразднения ОМОС, ареста Д. П. Григоровича и ведущих разработчиков проекта. Без авторского сопровождения судьба самолёта была предопределена.

### Инициативные работы сотрудников ОМОС, выполненные без участия Д. П. Григоровича
СК. Авиетка заместителя главного конструктора ОМОС А. Н. Седельникова и руководителя опытным производством В. Л. Корвин-Кербера была спроектирована и построена в 1925 году по предложению полярного лётчика Б. Г. Чухновского для нужд полярной авиации. «СК» отличалась предельно низкой посадочной скоростью, что позволяло ей взлетать с небольших площадок, а также высокими аэродинамическими свойствами. Авиетка была построена и неплохо летала, но из-за низкой мощности двигателя развития не получила.
Ш-1. Летающая лодка-амфибия В. Л. Корвин-Кербера и конструктора В. Б. Шаврова была спроектирована по предложению Б. Г. Чухновского для нужд полярной авиации. Проект был завершён к осени 1927 года, но из-за последующего распада ОМОС опытный образец самолёта строился в домашних условиях на квартире В. Л. Корвин-Кербера с апреля до октября 1928 года с привлечением механика Н. Н. Фунтикова. После ареста В. Л. Корвин-Кербера в ноябре 1928 года, самолёт заканчивал В. Б. Шавров в одиночку. После приёмки Государственной комиссией и установки более мощного двигателя под названием «Ш-2» амфибия много лет выпускалась серийно.

### Распад ОМОС
К осени 1927 года внутри ОМОС накопились труднопреодолимые противоречия. Цепь неудач, постигших коллектив в Ленинграде, привела к конфликту между Д. П. Григоровичем и бо́льшей частью его окружения.
Ещё в годы работы в Москве его сотрудники отмечали, что Дмитрий Павлович, при всём его выдающемся таланте конструктора, вовсе не был талантливым руководителем:

«Нужно сказать, что Григорович никогда не отличался большими административными данными, но его напористость и энтузиазм позволили ему значительно изменить характер работы на заводе № 1 и добиться больших успехов в выполнении производственной программы»— 
Коллеги всегда отдавали должное работоспособности Дмитрия Павловича, присущей ему тщательности в работе и системному подходу. Его сотрудник с 1916 года М. М. Шишмарёв вспоминал:

«С большим вниманием Григорович следил за весами. Каждая металлическая развертка планиметрировалась. В спецификации на каждом чертеже проставлялись теоретические веса каждой детали; веса узлов и агрегатов вносились в журнал, и каждый день после ухода сотрудников бюро Григорович подсчитывал суммарный вес и сличал его с данными расчета»— 
Вместе с тем, настораживали отдельные черты характера Дмитрия Павловича, некоторые особенности его общения с подчинёнными, которые стали проявляться уже в самом начале творческого пути знаменитого конструктора. Тот же М. М. Шишмарёв писал:

«…На завод Щетинина пришёл новый конструктор. Григорович поручил ему начертить габарит мотора в нужном масштабе, дав общий вид мотора. Когда вместо габарита Григоровичу был предъявлен в заданном масштабе общий вид мотора со всеми мельчайшими подробностями, Григорович потребовал конструктора уволить…»— 
Нетерпимость к чужому мнению, подавление любой инициативы особенно сильно стали проявляться у Дмитрия Павловича во второй половине 1927 года.
Год спустя, во время следствия по делу № 63641 Д. П. Григоровича и нескольких его бывших подчинённых, большинство свидетелей, даже из тех, кто отдавал должное таланту Дмитрия Павловича, вынуждены были признать, что стиль его руководства в последние месяцы изменился и в сторону грубой авторитарности.
В первые недели 1928 года ОМОС практически прекратил своё существование. Формально это произошло в марте, когда в Ленинграде были завершены работы над проектом РОМ-2, а из Севастополя с испытаний РОМ-1 вернулась командированная туда группа В. Л. Корвин-Кербера. Сам Д. П. Григорович уехал в Москву ещё в конце 1927 года, узнав, что по его обращению ЦКБ Авиатреста создало опытный отдел, названный ОПО-3. Вместе с ним отправились лишь П. Д. Самсонов, З. И. Журбина, К. А. Виганд и В. Б. Шавров. Двое последних покинули ОПО-3 уже несколько месяцев спустя.
История ОМОС на этом не закончилась. Последним аккордом стали аресты и обвинения во вредительстве по ст. 58 УК РСФСР пяти ключевых его сотрудников, включая самого Дмитрия Павловича, а также организация из числа осуждённых специалистов первой авиационной «шараги», получившей название ЦКБ-39 ОГПУ.
Следует отметить, что на правах заключённого, вновь возглавив большой коллектив конструкторов и инженеров, Дмитрий Павлович сумел вернуться к нормальному стилю работы.

### Память
После развала СССР, в последнем десятилетии XX века филиал «Северного завода» в устье Чёрной речки, где раньше находился завод «Красный летчик» и располагался Отдел морского опытного самолётостроения Д. П. Григоровича, был закрыт. К 2016 году на историческом месте был построен элитный жилой комплекс «Риверсайд». Лишь справа от Головинского моста через Чёрную речку, в глубине сквера пока сохраняется деревянная дача Головина, когда-то принадлежавшая комплексу Строгоновской дачи. Это всё, что сегодня напоминает о том месте, где начиналось отечественное самолётостроение.